# Longzhu Athena
Longzhu Athena는 대한민국의 리그 오브 레전드 여성 프로게임단이다.
기존에 운영되던 LongZhu-IM 프로게임단에서 여성부 대회를 위하여 신설했으며, 기존엔 IM#Athena라는 팀명을 사용했으나 2015년 4월 13일 중국의 스트리밍 회사인 Longzhu TV의 후원을 받으면서 Longzhu Athena로 팀명을 변경했다.
팀원들은 아프리카TV lol 레이디스배틀 윈터 2013-2014의 우승팀인 MVP PURE와 온게임넷 lol 레이디스리그 2013-2014의 우승팀인 Grace 선수들로 구성되었으며, 창단부터 최고의 여성 프로게임단이라는 찬사를 받았다.

## 소속 선수
| 이름   | 소환사명         | 포지션  |
| ------ | ---------------- | ------- |
| 이수민 | LOL Bunny        | Top     |
| 김정은 | 카 정은 날래날래 | Jungler |
| 정혜령 | Forget Me Not    | Mid     |
| 오현아 | Baby Hyun        | AD      |
| 정예지 | 예지 랄마세요    | Support |

## 성적
- 아프리카TV 2015 LOL 레이디스 배틀 시즌1 우승
- 2015 Longzhu E스포츠 여신 인비테이셔널(LGQ) 우승

## 언론
- IM 아테나 우승, 퍼펙트 게임 펼치며 최강 입증
- IM 아테나 정혜령-이수민 "우리만의 이름으로 불리고 싶다"
- 중국 여자프로대회 참가 14개 팀 발표. 롱쥬 IM 아테나 Athena 등 한국 여자팀도 출전
- 여성최강 LZ아테나, 중국 대륙마저 제패